# React (canção de The Pussycat Dolls)
"React" é uma canção gravada pelo girl group estadunidense The Pussycat Dolls e lançado em 7 de Fevereiro de 2020 pela gravadora Access Records. É a primeira canção do grupo em mais de uma década; a última música foi "Hush Hush; Hush Hush", de 2009, que também marcou a saída do grupo da gravadora Interscope Records para um selo independente em parceria com a First Access Entertainment. Além disso, "React" traz o retorno de Carmit Bachar, que deixou o grupo antes do lançamento do segundo álbum de estúdio do grupo, Doll Domination (2008), embora não conte com a integrante Melody Thornton, que optou por não participar da reunião do grupo, para dedicar-se a sua carreira solo. A música foi escrita por Nicole Scherzinger junto com Georgia Buchanan, William Simister, Hannah Wilson e Johan Gustafsson, esse último que também produziu a canção junto com o sueco Ivares.
Uma música pulsante de electropop e synthpop, "React" é sobre uma relação estagnada e turbulenta com letras que falam de querer uma reação mais poderosa e excitação de seu amado. O grupo estreou "React" durante uma performance medley de seus singles anteriores no The X Factor: Celebrity em 30 de novembro de 2019, e logo depois confirmou uma turnê de concertos para 2020, que foi adiada para 2021 devido à pandemia de COVID-19. A canção foi posteriormente tocada no Ant and Dec's Saturday Night Takeaway e G-A-Y como parte do National Student Pride, além de ter sido tocada em outras aparições na TV no Reino Unido e Austrália. A apresentação do X Factor gerou mais de 400 reclamações com o regulador de transmissão britânico Ofcom sobre a percepção de natureza obscena da apresentação. O grupo posteriormente respondeu às reclamações observando que elas eram artistas e que sua intenção era sempre ser ferozes, ao mesmo tempo que capacitavam as mulheres a serem donas de seus corpos.
"React" recebeu elogios por sua produção acelerada, gerando comparações com os singles do grupo de 2006 "Beep" e "Wait a Minute". Um videoclipe oficial foi lançado em 7 de fevereiro de 2020, e traz pirotecnia e água, além de uma coreografia envolvendo cadeiras, inspirada no filme Flashdance de 1983. Os críticos consideraram o lançamento um retorno bem-sucedido à música, elogiando ainda mais a coreografia sincronizada do vídeo e o pano de fundo de fogo e água. Comercialmente, a canção alcançou o número dois na Escócia, o número nove na Hungria e Sérvia, o número dez em Israel, o top 20 em uma série de paradas digitais internacionais, bem como o número 29 no Reino Unido; tornando-se o décimo primeiro single top-quarenta do grupo no Reino Unido. Scherzinger notou que "React" poderia ser seguido por novas músicas do grupo, dependendo do seu sucesso e de sua (então próxima) turnê de shows. Um remix de "React" produzido por Cash Cash e um videoclipe acústico também foram lançados na promoção da música.

## Antecedentes

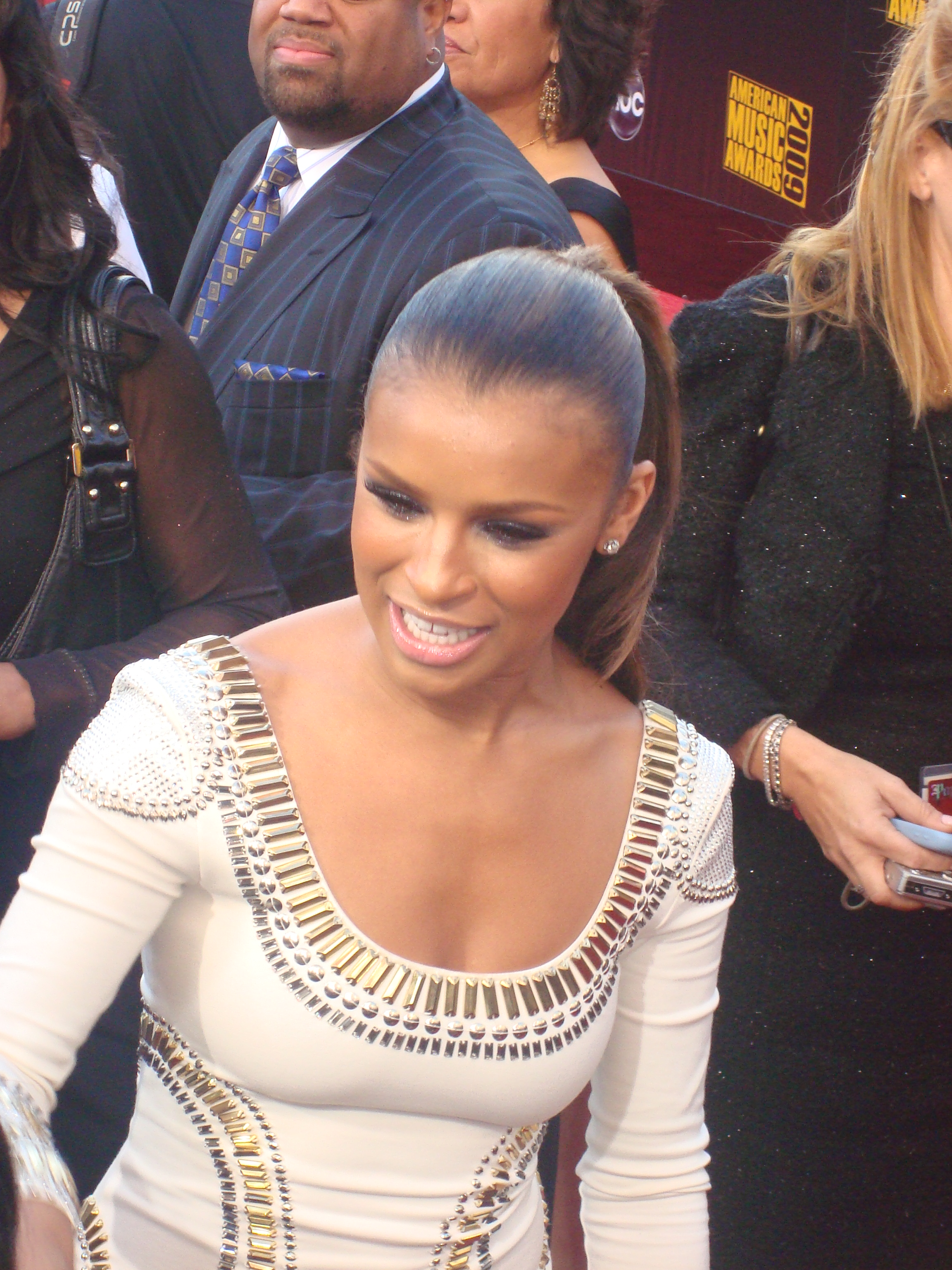
A ex-membro Melody Thornton optou por não participar da reunião para se concentrar em sua carreira solo.

Após o relançamento de Doll Domination (2008) e do single do grupo de 2009 "Jai Ho! (You Are My Destiny)", as tensões no grupo aumentaram devido a Scherzinger ser anunciada como um artista destacada no lançamento. Isso levaria a uma explosão pública da membro Melody Thornton durante a turnê Doll Domination do grupo. O grupo então anunciaria um hiato, com a fundadora do grupo, Robin Antin, reconhecendo que novos membros estariam se juntando a Scherzinger. Em fevereiro de 2010, Jessica Sutta, Ashley Roberts, Kimberly Wyatt e Melody Thornton anunciaram suas saídas do grupo, com Wyatt mais tarde reconhecendo que "o grupo se desfez totalmente." Houve uma tentativa de novos membros se juntaram a Scherzinger em 2010, mas no final de 2010 Scherzinger também deixou o grupo para seguir sua carreira solo. Durante 2017 e 2018, foi amplamente divulgado que o grupo estava considerando reformar.
Em outubro de 2017, sites de mídia social foram criados para o grupo, alimentando ainda mais as especulações de uma reunião e turnê. Demoraria quase 2 anos antes que qualquer outra notícia surgisse, quando em setembro de 2019, Entertainment Tonight relatou que Scherzinger se juntou a ex-membros das Pussycat Dolls para novas sessões de estúdio. O juiz do The X Factor do Reino Unido, Louis Walsh, confirmou que as Pussycat Dolls estariam se apresentando no final de The X Factor: Celebrity em 30 de novembro de 2019. A banda então confirmou sua reunião na estação de rádio britânica Heart, confirmando que Bachar, Roberts, Scherzinger, Sutta e Wyatt estavam gravando novas músicas e anunciaram nove datas de turnê pelo Reino Unido em 2020. Durante a entrevista, Scherzinger comentou que se passaram cerca de 10 anos desde a última turnê do grupo e que o momento parecia certo, "já faz muito tempo, mas parece que é o momento perfeito para lembrar ao mundo o que significa ser uma Pussycat Doll." O grupo também confirmou que se a recepção de "React" fosse positiva, haveria mais música por vir. A Tour foi então adiada para 2021 devido à pandemia COVID-19.
É a primeira música nova do grupo para Carmit Bachar desde sua saída no início de 2008, antes do lançamento do último álbum do grupo, Doll Domination (2008). De acordo com o fundador do grupo, Antin, Thornton não participaria devido ao sentimento de que não era o momento certo. Desde então, Thornton confirmou isso durante uma entrevista ao jornal The Sun, onde disse: "Acho que seria ótimo para todos se divertirem e suas vidas, e qualquer direção que queiram ir. Trabalhei durante anos no desenvolvimento da música e financiei eu mesma. Como uma pessoa criativa, gostaria de fazer e lançar música sozinha." O grupo declarou que está deixando a porta aberta para Thornton e ela seria bem-vinda de volta caso decidisse juntar-se a elas mais tarde.

## Música e letras
Voltando, queríamos apenas fazer algo que parecesse realmente novo e fresco e algo que nunca tínhamos feito. Tem aquela sensação electro-pop e uma ótima batida dance, então é algo que poderíamos dançar duro e fazer nossas próprias coisas, no que diz respeito à coreografia.

Scherzinger durante uma entrevista à Entertainment Weekly.
"React" é uma música pulsante de electropop e synthpop,
 com uma batida dance, escrita pela vocalista do grupo Nicole Scherzinger, bem como Georgia Buchanan, Johan Gustafsson, William Simister e Hannah Wilson. Gustafsson faz parte da equipe de produção musical sueca Trinity Music, que já trabalhou com Sutta, membro da Pussycat Doll. Gustafson, Will Simms e o produtor sueco Ivares são responsáveis pela produção da música, que está programada para uma produção de 120 batidas por minuto.
Scherzinger estava trabalhando com Simms em novas músicas e disse que quando ela ouviu "React" pela primeira vez, ela estava "animada para pular" porque era "realmente melódico, fresco e atual e com um novo som." "React" tem como tema um relacionamento turbulento, onde a letra "brinca com as emoções de um homem excessivamente legal na esperança de provocar uma reação mais... poderosa". A Vents Magazine descreveu isso como uma "ode ardente para apimentar um relacionamento estagnado". As letras incluem as frases "Toda vez que vou embora, você me puxa para perto, eu desligo o telefone, você me liga de volta. / Por que você não me trata como deveria? Você está fazendo com que eu seja cruel, porque eu só quero que você reaja."

## Capa
A capa de "React" foi revelada pela primeira vez na conta oficial do grupo no Instagram em 27 de janeiro de 2020. Mostra o grupo voltado para a câmera todo vestido de preto. A roupa de Scherzinger incluía "mangas compridas de látex e combinava com calças largas". Roberts e Sutta foram apresentados ligeiramente de lado, com os braços sobre os ombros de Scherzinger. "A roupa de Roberts era sem pernas e sem mangas em lados opostos e também exibia seu torso tonificado. Sutta balançava uma malha com meia-calça recortada nas laterais." Enquanto isso, na extrema esquerda, Wyatt usava um "collant decotado com ombreiras enormes e meia arrastão por baixo", enquanto Bachar aparece na extrema direita com "corpete sem alças e calças colantes". Uma versão alternativa da capa com um fundo preto e texto branco foi usado para o remix da música feito por Cash Cash.

## Lista de faixas
Download digital & streaming
1. "React" – 3:24

Download digital & streaming - Cash Cas Remix
1. "React (Cash Cash Remix)" – 3:16

streaming (vídeo) - Acoustic
1. "React (acoustic) [presented by Vero]" – 2:21

## Créditos e pessoal
Canção
| - Carmit Bachar - vocais - Matthew Brownlie - engenheiro - Georgia Buchanan - compositora - Wez Clarke - mixagem - Brian Cruz - Engenheiro - Leyre Granda - A&R, coordenação - Andy Guerrero - engenheiro assistente - Johan Gustafson - baixo, compositor, bateria, teclados, produtor, programação, efeitos sonoros, sintetizador - Ivares - produtor | - Paul Kennedy - coordenação, gerente de produção - Ashley Roberts - vocais - Nicole Scherzinger - vocal principal, compositora - Jessica Sutta - vocais - Will Simms - baixo, compositor, bateria, engenheiro, teclados, produtor, programação, efeitos sonoros, sintetizador - Dave Turner - masterização - Hannah Wilson - compositora - Kimberly Wyatt - vocais |

Créditos da música adaptados do AllMusic e comunicado à imprensa.
Vídeo de música
| - Bradley e Pablo - diretores - Danny Hiele - diretor de fotografia - Ed Hoadley - pós-produtor - George K - avaliação | - Juliette Larthe - produtora executiva - Ross Levine - produtor - Chris Roebuck - editor - Ted Thornton - produtor executivo |

Créditos do vídeo retirados do site de Bradley e Pablo e da Promonews.
Performance acústica ao vivo (vídeo)
- Rankin - diretor

Créditos retirados do YouTube.

## Desempenho nas paradas musicais
| Tabela musical (2020)                    | Melhor posição |
| ---------------------------------------- | -------------- |
| Alemanha (GfK Downloads Single)          | 12             |
| Austrália (ARIA Digital Tracks)          | 10             |
| Bélgica (Ultratip Wallonia)              | 19             |
| Canadá (Billboard Digital Song Sales)    | 12             |
| Escócia (Official Charts Company)        | 2              |
| Estados Unidos (Billboard Club Songs)    | 34             |
| Estados Unidos (Billboard Digital Songs) | 12             |
| Europa (Billboard Digital Song Sales)    | 4              |
| França (SNEP Downloads)                  | 21             |
| Grécia (IFPI)                            | 35             |
| Hungria (Top 40)                         | 9              |
| Irlanda (IRMA)                           | 23             |
| Israel (Media Forest)                    | 10             |
| Macedônia do Norte (Radiomonitor)        | 15             |
| Nova Zelândia (RMNZ Hot Singles)         | 19             |
| Reino Unido (Independent)                | 4              |
| Reino Unido (Top 100 Singles)            | 29             |
| Romênia (Airplay 100)                    | 38             |
| Sérvia (Radiomonitor)                    | 9              |
| Suíça (Schweizer Hitparade)              | 75             |

## Histórico de lançamento
| Região    | Data                   | Formato(s)                 | Versão               | Gravadora(s) | Ref.          |
| --------- | ---------------------- | -------------------------- | -------------------- | ------------ | ------------- |
| Várias    | 7 de fevereiro de 2020 | Download digital streaming | Original             | Acess[a]     | [ 58 ] [ 59 ] |
| Austrália | 7 de fevereiro de 2020 | Airplay                    | Original             | Mushroom     | [ 60 ]        |
| Várias    | 3 de abril de 2020     | Download digital           | Cash Cash Remix      | Acess[a]     | [ 33 ] [ 61 ] |
| Várias    | 3 de abril de 2020     | YouTube streaming          | Acoustic Performance | Acess[a]     | [ 62 ]        |

- ↑[a] exceto na Austrália, onde a Mushroom Records tratou do lançamento.[60]